# Camp Toccoa
Le Camp Toccoa est un ancien camp militaire du nord de l'état de Géorgie aux États-Unis. Aujourd'hui abandonné, il doit sa renommée à la série télévisée Band of brothers produite par Steven Spielberg et Tom Hanks et tirée du livre éponyme de Stephen Ambrose. Ceux-ci racontent en effet l'épopée des parachutistes du 506e régiment d'infanterie qui fut formé et entraîné dans ce camp avant d'être projeté en Normandie lors de l'opération Overlord.

## Géographie
Le camp se situe dans le comté de Stephens, au Nord-Est de l'état de Géorgie. À environ 9 kilomètres à l'Ouest de la ville de Toccoa, il est implanté en bordure de la forêt nationale de Chattahoochee-Oconee et au pied de la Currahee Mountain dont on peut rejoindre le sommet par une piste de 4 kilomètres partant du camp.

## Histoire

### Création
Planifiée depuis 1938, la construction du camp débute le 17 janvier 1940. Les travaux sont réalisés par le Work Projects Administration, assisté par la Garde nationale de Géorgie qui est le premier occupant des lieux après l'inauguration le 14 décembre 1940,. À l'origine, le site est baptisé Camp Toombs en référence à Robert Toombs, général et homme politique confédéré.

### Seconde Guerre mondiale
L'US Army prend possession du camp en 1942 lors de la création de plusieurs régiment d'infanterie parachutés. Elle trouve alors un site possédant peu de structures permanentes, la majeure partie du cantonnement étant sous tentes. Les premiers soldats arrivés sur les lieux construisent alors un certain nombre de bâtiments en dur. L'aéroport municipal de Toccoa est initialement utilisé pour les entraînements en parachutes, mais un accident dû à la piste trop courte pour les Douglas C-47 Skytrain contraint le commandement à délocaliser les exercices de saut à Fort Benning à plus de 300 kilomètres au Sud. La base manque également d'un champ de tir et les hommes sont obligés de s’exercer sur le pas de tir de l'université de Clemson à 48 kilomètres, distance que les parachutistes effectuent à pied dans le cadre de leur entraînement. Lors de l'installation de l'armée, le camp perd le nom de Toombs au profit de Camp Toccoa. Plusieurs hypothèses s'affrontent au sujet des raisons de ce changement de nom, la principale étant que le commandement de l'US Army appréciait peu d'entraîner ses troupes sur un site portant le nom d'un confédéré. La seconde fait intervenir le commandant du 506e régiment d'infanterie, le colonel Robert Sink, qui aurait demandé ce changement d'appellation pour éviter la superstition des recrues. En effet, la gare dans laquelle les hommes débarquaient à Toccoa se situait en face d'une fabrique de cercueils, puis le chemin vers le camp empruntait une route portant le numéro 13 et passait devant un cimetière avant d'arriver sur cette base dont le nom se rapprochait de Tomb (tombeau). Pendant deux ans, les unités formées au Camp Toccoa s'y entraînent avant d'être envoyées en Angleterre puis de participer au débarquement de Normandie. Les unités formées et entraînées au Camp Toccoa sont :
- Le 501e régiment d'infanterie, 101e division aéroportée.
- Le 506e régiment d'infanterie, 101e division aéroportée, sujet du livre et de la série.
- Le 507e régiment d'infanterie, 82e division aéroportée puis 17e division aéroportée.
- Le 511e régiment d'infanterie, 11e division aéroportée.
- Le 517e régiment d'infanterie, 17e division aéroportée puis 13e division aéroportée
- 457e bataillon d'artillerie de campagne, 11e division aéroportée.

Après le départ de ces unités pour l'Angleterre, le camp continue d'accueillir des recrues qui sont formées afin de compenser les pertes subies sur le front européen. Camp Toccoa a également hébergé quelques prisonniers de guerre allemands entre 1944 et 1945.

### Après-guerre
Abandonné par l'armée à l'issue de la guerre, le camp est récupéré par l'état de Géorgie qui s'en sert comme prison essentiellement destinée à de jeunes délinquants,. Le chanteur James Brown y est notamment incarcéré en 1951,. Mais de nombreuses évasions contraignent les autorités à abandonner le site au profit d'un établissement plus sûr. Le camp ferme définitivement au début des années 50 et ses structures sont laissées à l'abandon, le seul bâtiment encore debout en 2017 étant l'ancien mess. Dans les années 70, les terrains du camp, propriétés du comté de Stephens, sont revendus à des entreprises privées qui y installent des fabriques de textiles et de pompes hydrauliques. Cependant, l'implantation principale du camp où se trouvaient les logements et les structures reste en l'état. La publication du livre de Stephen Ambrose en 1992 mais surtout le succès mondial de la série Band of brothers ont entraîné un regain d’intérêt pour le lieu. Depuis 2001, de nombreuses manifestations de commémoration ont lieu et un musée a été ouvert. Créée en 2012, une association à but non lucratif s'efforce de préserver la mémoire des parachutistes formés à Camp Toccoa et a mis en place un plan de restauration des installations du camp,.

## Culture populaire
- Le camp est représenté dans le premier épisode de la série Band of Brothers au cours duquel on assiste à l'entraînement des hommes de la Easy Company.
- Dans le jeu vidéo Call of Duty, le tutoriel du jeu prend pour cadre l'entraînement au camp de Toccoa, le personnage principal de la campagne américaine étant un parachutiste du 506e régiment d'infanterie.